# Jungfrau-Stafette
Die Jungfrau-Stafette ist ein polysportiver Wettbewerb, welcher quer durch die Schweiz führt.

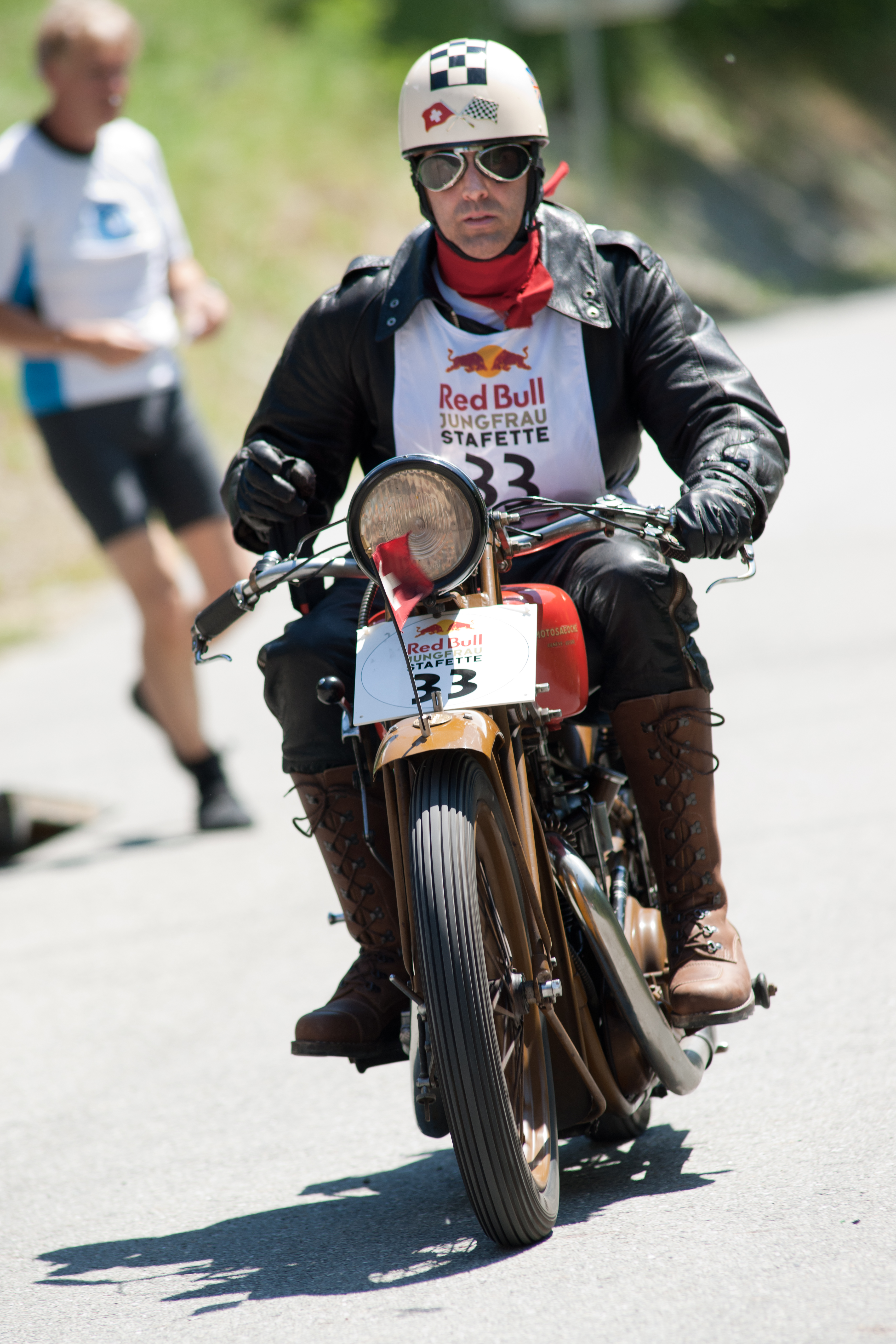
Auflage 2010 – Motorrad

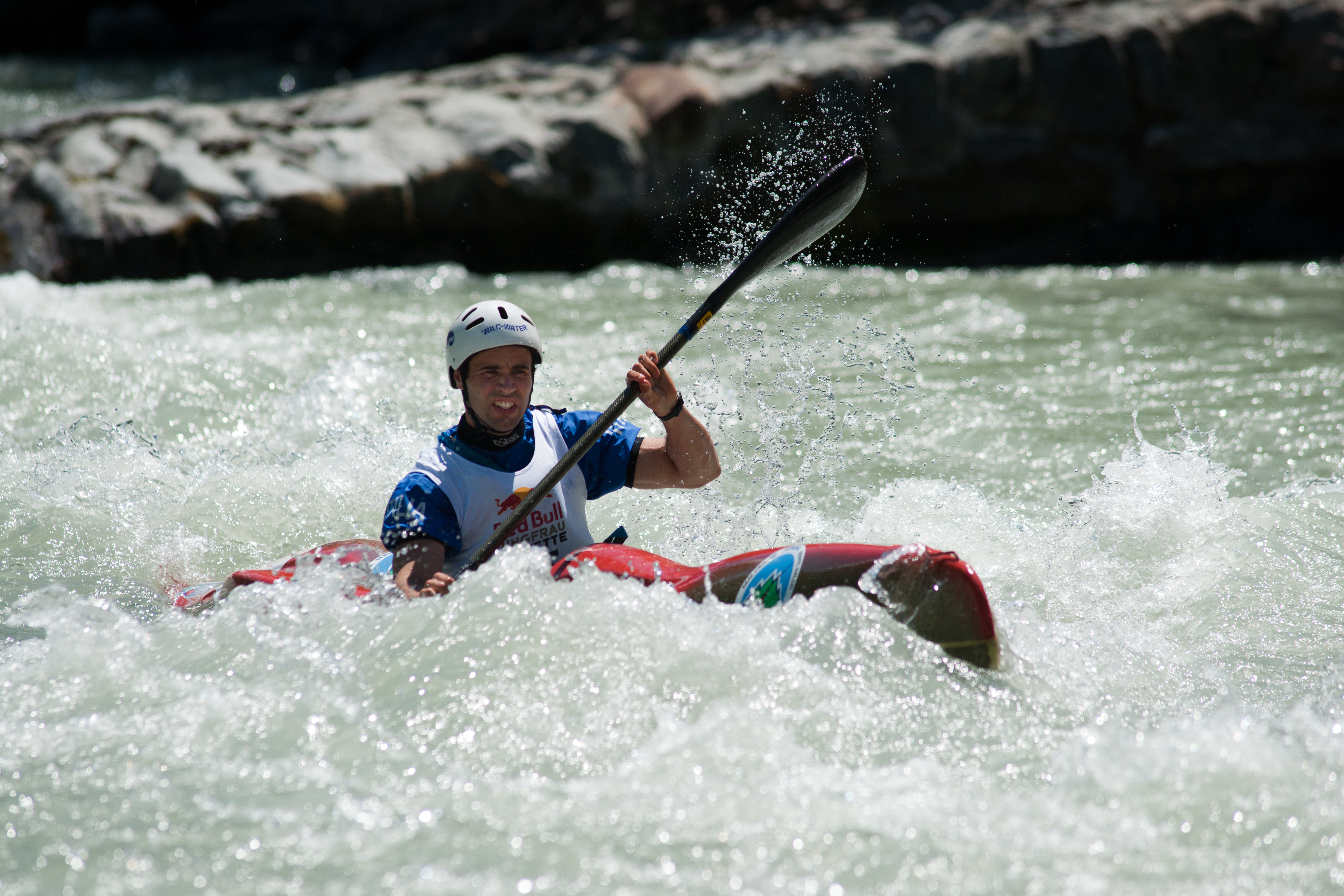
Auflage 2010 – Kajak

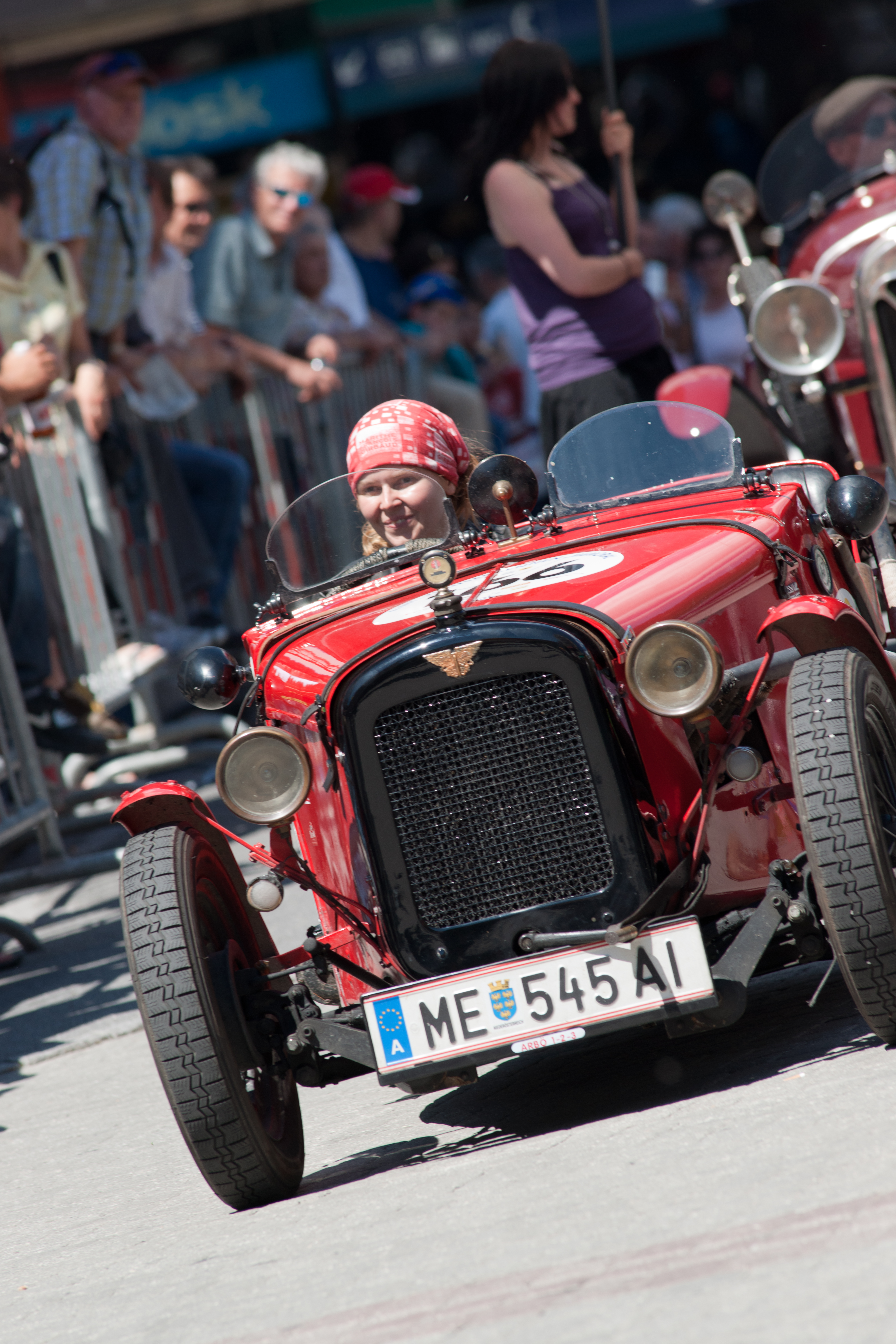
Auflage 2010 – Automobil

## Geschichte
Die Stafette wurde erstmals 1931 durchgeführt und 1939 wegen Ausbruch des Zweiten Weltkriegs eingestellt. Insgesamt fanden fünf Durchführungen in den Vorkriegsjahren: 1931, 1933, 1935, 1937, 1939 statt.
Nach 68-jähriger Pause erfolgte am 2. Juni 2007 die Wiederaufnahme der historischen Stafette. Historische Motorsportarten wurden mit modernen Sportarten wie Paragliding, Kajak und Mountainbike Downhill kombiniert. Die zweite Neuauflage fand am Samstag, 4. Oktober 2008 statt. Es nahmen 600 Sportler aus 40 Teams teil.

## Die Stafette
Der Wettbewerb besteht aus 13 Etappen:
1. Etappe, Schaffhausen – Lindau (Radstrecke)
2. Etappe, Lindau – Dübendorf (Laufstrecke)
3. Etappe, Dübendorf – Jungfraujoch (Flugzeug)
4. Etappe, Jungfraujoch – Konkordiaplatz Süd (Skilauf)
5. Etappe, Konkordiaplatz Süd – Märjelensee (Gletscherlauf)
6. Etappe, Märjelensee – Eggishorn (Berglauf)
7. Etappe, Eggishorn – Fiescheralp (Gleitschirm)
8. Etappe, Fiescheralp – Fiesch Dorf (Downhill)
9. Etappe, Fiesch Dorf – Stalden (Motorrad)
10. Etappe, Stalden – Visp (Kajak)
11. Etappe, Visp – Sion (Automobil)
12. Etappe, Sion – Dübendorf (Flugzeug)
13. Etappe, Dübendorf – Dübendorf (Laufstrecke)